# سيدتي الجميلة (مسلسل 2009)
سيدتي الجميلة هو مسلسل تلفزيوني كوري جنوبي عام 2009، بطولة يون أون هي، يون سانغ هيون، جونغ إيل وو ومون تشاي وون. تم بثه على KBS2 من 19 أغسطس إلى 8 أكتوبر 2009، يومي الأربعاء والخميس الساعة 21:55 لمدة 16 حلقة. وتمت دبلجته إلى اللغة العربية وعرض على قناة MBC4 تحت اسم أميرتي.

## القصة
كانغ هاي نا، الوريثة الوحيدة لمجموعة كانغ سان، هي صاحبة "Lady Castle" وتعيش حياة «شبيهة بالأميرات» مع خدمها. مات والدا هاي نا في حادث طائرة وقام جدها بتربيتها. تتميز هاي نا بشخصيتها القوية وأنانيتها، حيث يدور عالمها حولها لأنها لم تستطع اختبار دفء الأسرة أثناء نشأتها. ذات يوم، تصادف دونغ تشان عندما كانت تقود سيارتها بلا مبالاة وتصدم الشاحنة التي كان يشحن فيها الزهور. نتيجة للحادث تتلف مجموعة من الزهور وترفض هاي نا الاعتذار وتعطيه المال فقط. تقود السيارة بعيدًا على الرغم من أن دونغ شان غير راضٍ. يطاردها ويحاول إيقافها غير انها تتجاهله وتقود سيارتها مباشرة نحو شاحنته وتصدمها. نتيجة لذلك، يحكم على هاي نا ب 150 ساعة من الخدمة الإجتماعية. لتلقينها درسا يعين جدها دونغ تشان كخادمها الشخصي حيث تبذل هاي نا قصارى جهدها لطرده من القصر، لكن دونغ تشان يرفض المغادرة تحت حماية جدها.

## الشخصيات
- ين أون هي بدور كانغ هاي نا الصوت العربي: سهير ناصر الدين

هي صاحبة القصر، فقدت والديها في حادث تحطم طائرة. حتى ذلك الحين، عاشت حياة شبيهة بالأميرات مع خدمها، لكنها نشأت وحيدة، تعيش تحت رعاية جدها الصارم. أدى ذلك إلى شخصيتها غير المبالية وغير المكترثة بالآخرين. لقد كبرت لتصبح امرأة تتمحور حول نفسها في كل مرة تفتح فمها. ماهرة في ركوب الخيل والمبارزة والرماية. تعيش إما لإذلال الرجال الذين لا يستحقونها، أو لإحراج الناس. في أحد الأيام، صادفت سيو دونغ تشان، العراف الذي يقلب حياتها رأسًا على عقب. تشعر بعدم الارتياح من حقيقة أنها ربما قابلت أخيرًا حبيبها.
- يون سانغ هيون بدور سيو دونغ تشان الصوت العربي: عماد فغالي

تخلى عن دراسته في الجامعة وعن حبه الأول فقط لكسب المال من أجل إجراء عملية لوالدته المصابة بسرطان الدم. يتمتع دونغ تشان بمظهر جيد ولسان بليغ ويمكنه التكيف بسهولة مع الظروف، مما يجعله أفضل قائد. بعد فترة وجيزة من وفاة والدته، توقف عن حياته المهنية. في الوقت الحالي، يسدد ديون رسوم عمليات والدته. ذات يوم، ظهرت امرأة كانغ هاي نا والتي تشتهر بكونها متعجرفة ومدللة وتحفز روحه التنافسية. يتخذ دونغ تشان قرارًا بدخول القصر ويصبح خادمها الشخصي، وبالتالي يغير حياته كلها.
- جونغ إيل وو بدور ليي تاي يون الصوت العربي: حسن المصري

محامي من النخبة جاء من عائلة ثرية جدا. يكرس حياته للخدمة القانونية للفقراء في مكتب محامٍ رث. قد يبدو كشاب رقيق ولطيف، ولكن عندما يتعلق الأمر بعمله فهو لا يرحم وحاد مثل السكين. يذكر هاي نا بحبها الأول ولهذا انجذبت إليه.
- مون تشاي وون بدور يو إيوي جو الصوت العربي: رينيه غوش

فتاة مشرقة ومرحة تحلم بأن تصبح مصممة أحذية. نشأت مع دونغ تشان وهي قريبة منه. تشجعه باستمرار على السير في الطريق الصحيح، وتقلق عليه وتدعمه لإعادة حياته إلى المسار الصحيح. وراء مخاوفها، حبها غير المتبادل لدونغ تشان.
- وانغ سيوك هيون بدور كانغ سو مين
- كيم يونغ كوانغ بدور جانغ وو سانغ
- لي جونغ جيل كرئيس كانغ
- كيم ميونغ غوك في دور النائب كانغ

عم هاي نا (الأخ الأصغر لوالدها) والمدير الإداري لمجموعة كانغ سان. يخطط لجعل الشركة خاصة به.
- جو هيون كيو في دور جانغ دونغ غون
- شين كي هيون بدور لي بيونغ هون

## الموسيقى التصويرية
1. هوت ستاف - دافيتشي
2. لا أستطيع التوقف عن الحب / الحب العاجز - يون سانغ هيون
3. فتاة داش - يون اون هاي
4. أعطي / أعتني بالقلب - جونغ جاي ووك
5. أعط حبي / اعتني بالسيدة - نا يون كون
6. سيدة (스윙)
7. القصة (숨겨진 이야기)
8. اعتني بالفتاة (تانجو) 아가씨 를 부탁해 (탱고)
9. الاشياء الساخنة (inst)
10. لا أستطيع التوقف عن الحب / الحب العاجز (inst)
11. فتاة داش (inst)
12. أعطي / اعتني بالقلب (inst)
13. أعط حبي / اعتني بالسيدة (inst)

موسيقى إضافية:
1. أنا أحبك - ميريو الفذ. نارشا
2. 로망스 (رومانسي) - Yoon Eun-Hye وYoon Sang-Hyun

## التقييمات
| تاريخ      | حلقة  | على الصعيد الوطني | سيول           |
| ---------- | ----- | ----------------- | -------------- |
| 2009-08-19 | 1     | 17.4٪ (الثاني)    | 17.7٪ (الثالث) |
| 2009-08-20 | 2     | 16.3٪ (السادس)    | 16.7٪ (الرابع) |
| 2009-08-26 | 3     | 16.4٪ (الرابع)    | 16.9٪ (الخامس) |
| 2009-08-27 | 4     | 17.4٪ (الثالث)    | 17.9٪ (الثاني) |
| 2009-09-02 | 5     | 14.9٪ (السادس)    | 14.5٪ (السادس) |
| 2009-09-03 | 6     | 15.1٪ (السابع)    | 14.7٪ (السابع) |
| 2009-09-09 | 7     | 14.4٪ (السادس)    | 14.6٪ (السادس) |
| 2009-09-10 | 8     | 14.6٪ (السابع)    | 14.7٪ (السابع) |
| 2009-09-16 | 9     | 13.8٪ (السادس)    | 14.1٪ (السادس) |
| 2009-09-17 | 10    | 14.3٪ (الثامن)    | 14.5٪ (السادس) |
| 2009-09-23 | 11    | 13.6٪ (السادس)    | 14.1٪ (السادس) |
| 2009-09-24 | 12    | 15.0٪ (الخامس)    | 15.2٪ (الخامس) |
| 2009-09-30 | 13    | 14.8٪ (الخامس)    | 15.2٪ (الخامس) |
| 2009-10-01 | 14    | 14.1٪ (السابع)    | 14.5٪ (السادس) |
| 2009-10-07 | 15    | 16.1٪ (الرابع)    | 16.3٪ (الخامس) |
| 2009-10-08 | 16    | 19.0٪ (الثاني)    | 19.4٪ (الأول)  |
| متوسط      | متوسط | 15.5٪             | 15.7٪          |

المصدر: TNS Media Korea

## الجوائز
| سنة  | جائزة              | فئة                               | متلقي                      | نتيجة |
| ---- | ------------------ | --------------------------------- | -------------------------- | ----- |
| 2009 | جوائز KBS الدرامية | جائزة التميز، ممثل في مسلسل قصير  | يون سانغ هيون              |       |
| 2009 | جوائز KBS الدرامية | جائزة التميز، ممثلة في مسلسل قصير | يون اون هاي                |       |
| 2009 | جوائز KBS الدرامية | أفضل ممثل جديد                    | جونغ ايل وو                |       |
| 2009 | جوائز KBS الدرامية | أفضل ممثلة جديدة                  | مون تشاي وون               |       |
| 2009 | جوائز KBS الدرامية | أفضل ممثل شاب                     |                            |       |
| 2009 | جوائز KBS الدرامية | جائزة الشعبية، ممثل               | يون سانغ هيون              |       |
| 2009 | جوائز KBS الدرامية | جائزة الشعبية، ممثلة              | يون اون هاي                |       |
| 2009 | جوائز KBS الدرامية | جائزة أفضل زوجين                  | يون سانغ هيون ويون إيون هي |       |